# Mont-Riding
Pour les articles homonymes, voir Riding (homonymie).
Pour la circonscription fédérale, voir Mont-Riding (circonscription fédérale).
Circonscription électorale provinciale du Canada
Mont-Riding (Riding Mountain en anglais) est une circonscription électorale provinciale du Manitoba (Canada).
La circonscription inclut les communautés de Minnedosa, Rapid City, Rivers et Russell.

## Liste des députés
| Mont-Riding | Mont-Riding  | Mont-Riding               | Mont-Riding    | Mont-Riding | Mont-Riding |
| Nom         | Nom          | Parti                     | Mandat         | Législature |             |
| ----------- | ------------ | ------------------------- | -------------- | ----------- | ----------- |
|             | Leanne Rowat | Progressiste-conservateur | 2011 - 2016    | 40e         |             |
|             | Greg Nesbitt | Progressiste-conservateur | 2016 - 2019    | 41e         |             |
|             | Greg Nesbitt | Progressiste-conservateur | 2019 - 2023    | 42e         |             |
|             | Greg Nesbitt | Progressiste-conservateur | 2023 - présent | 43e         |             |